# Diarmuid and Grania
Diarmuid and Grania è un'opera teatrale in prosa poetica scritta congiuntamente da George Moore e William Butler Yeats nel 1901, con musiche di scena del compositore inglese Edward Elgar.

## La commedia
George Moore scrisse un romanzo basato su una traduzione di Lady Augusta Gregory del racconto feniano The Pursuit of Diarmuid and Gráinne. W. B. Yeats collaborò in seguito con Moore nella stesura dell'opera teatrale.
La commedia, in tre atti, era dedicata a Henry Wood e la sua prima recita fu tenuta dalla compagnia shakespeariana inglese di Frank Benson al Gaiety Theatre di Dublino il 21 ottobre 1901; apparve in un programma doppio, seguito in cartellone da Casadh an tSugáin (in irlandese: La torsione della corda di fieno) di Douglas Hyde, interpretato da dilettanti di lingua irlandese provenienti dalla Gaelic League (in gaelico Conradh na Gaeilge), il primo spettacolo in lingua irlandese mai visto su un palcoscenico regolare. La parte di Diarmuid era interpretata da Benson, Grania da sua moglie Costanza e Laban da Lucy Franklein.
Sebbene la collaborazione fosse stata difficile, Yeats e Moore spesso non andavano d'accordo, soprattutto sullo stile e quindi non esisteva una versione finale per la pubblicazione, la produzione fu ben accolta. Ci furono però polemiche perché i personaggi irlandesi erano interpretati da attori inglesi. Dopo che la commedia fu prodotta, Yeats, il cui impegno a volte sembrava vacillante, la difese da ogni critica.

## La musica
Nelle ultime fasi della composizione gli autori decisero di aggiungere canzoni ed Edward Elgar compose la musica. La musica che Elgar scrisse per la commedia costituisce la sua Opus 42, che pubblicò con il titolo anglicizzato Grania e Diarmid. Consiste di due soli pezzi: una Introduzione e Marcia Funebre per orchestra e una canzone per il contralto solista: "There are seven that pull the thread" ("Ce ne sono sette che tirano il filo").
Inizialmente Moore aveva chiesto a Henry Wood se poteva scrivere la musica per la rappresentazione teatrale, ma Wood allora gli consigliò Elgar; anche se in realtà Moore in ogni caso avevagià preso in considerazione Elgar per il lavoro. Moore aveva l'ambizione per Elgar di scrivergli un'opera, ma inizialmente gli chiese di iniziare con la musica nel terzo atto, per la morte di Diarmuid "..quando le parole non possono andare oltre e vorrei che la musica riprendesse l'emozione... ". Elgar era entusiasta e prima ancora di leggere la commedia scrisse la lunga e lenta Marcia Funebre. Successivamente aggiunse l'Introduzione con i suoi misteriosi richiami di corno e una canzone nella scena della morte per la Druidessa Laban da cantare al suo filatoio.
La Marcia funebre ebbe la sua prima esecuzione separata nella Queen's Hall di Londra il 18 gennaio 1902, diretta da Henry Wood. La sua pregevole qualità è stata paragonata alle Pomp and Circumstance Marches e ha preceduto la prima marcia.

## Incisioni
Ci sono molte registrazioni disponibili della Marcia Funebre.
- Incidental Music and Funeral March Sir Adrian Boult, London Philharmonic Orchestra, BBCL 41702
- "There are seven that pull the thread" in Elgar: Complete Songs for Voice & Piano, Amanda Roocroft (soprano), Reinild Mees (piano)